# Reetz (Blankenheim)
Reetz ist ein Ortsteil von Blankenheim (Ahr) im Kreis Euskirchen in Nordrhein-Westfalen.

## Lage
Der Ort liegt in einem Talkessel südöstlich von Blankenheim. Durch den Ort führen die Kreisstraßen 71 und 41. Am westlichen Ortsrand führt die Bundesstraße 258 vorbei. In Ortsnähe entspringt der Reetzer Bach, der nach kurzem Lauf in die Ahr mündet.

## Geschichte

### Ortsgeschichte
Den römischen Siedlern folgten die Franken. Während der Frankenzeit war Reetz das Allod eines fränkischen Großen, der unter der Oberherrschaft des Grafen des Eifelgaues hier sein Heim hatte.
Die erste urkundliche Erwähnung im Jahre 1148 findet sich in den „Annales Rodenses“.
Am 1. Juli 1969 wurde Reetz nach Blankenheim eingemeindet.

### Raketenstellung im Kalten Krieg

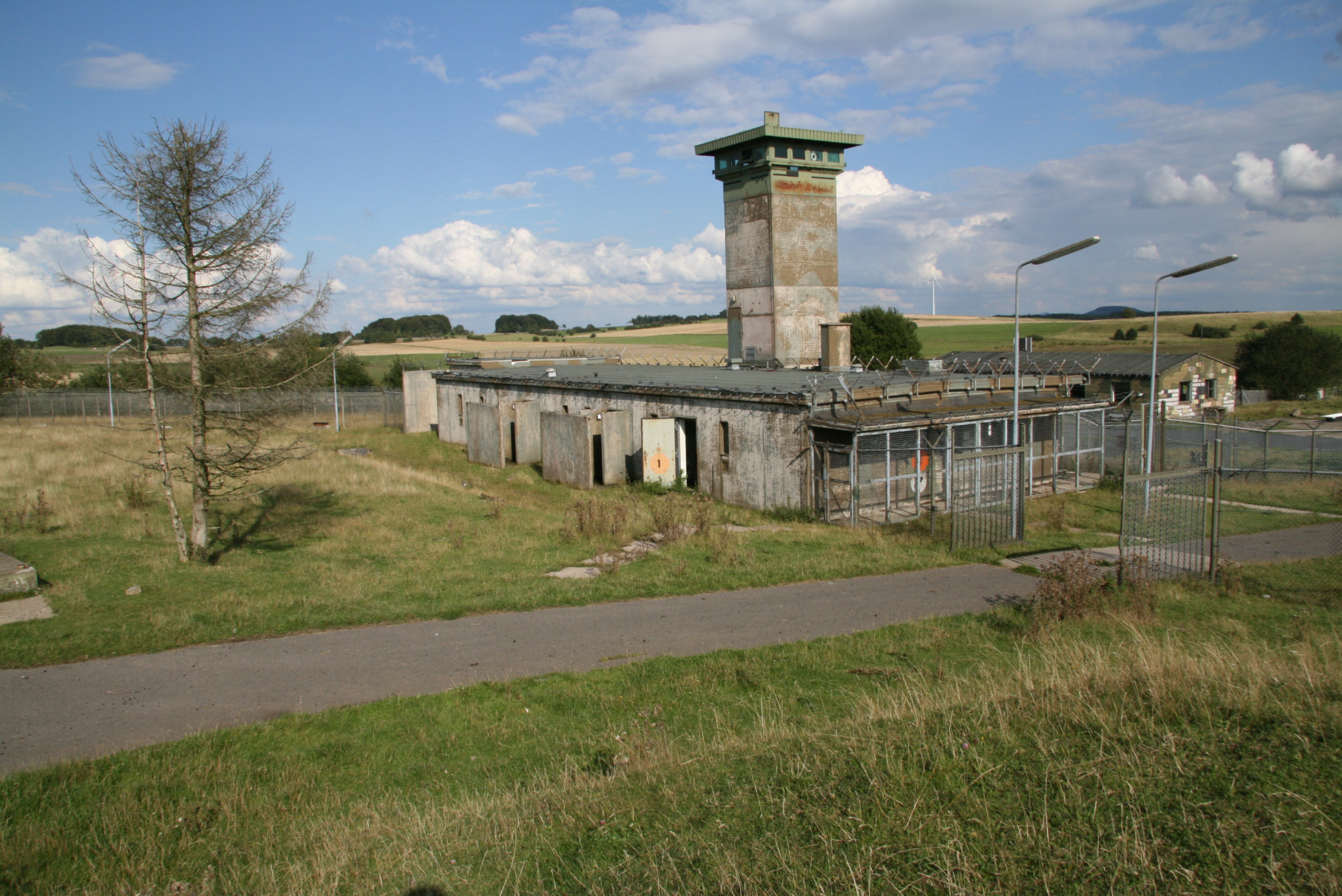
Ehemalige Nike-Raketenstellung

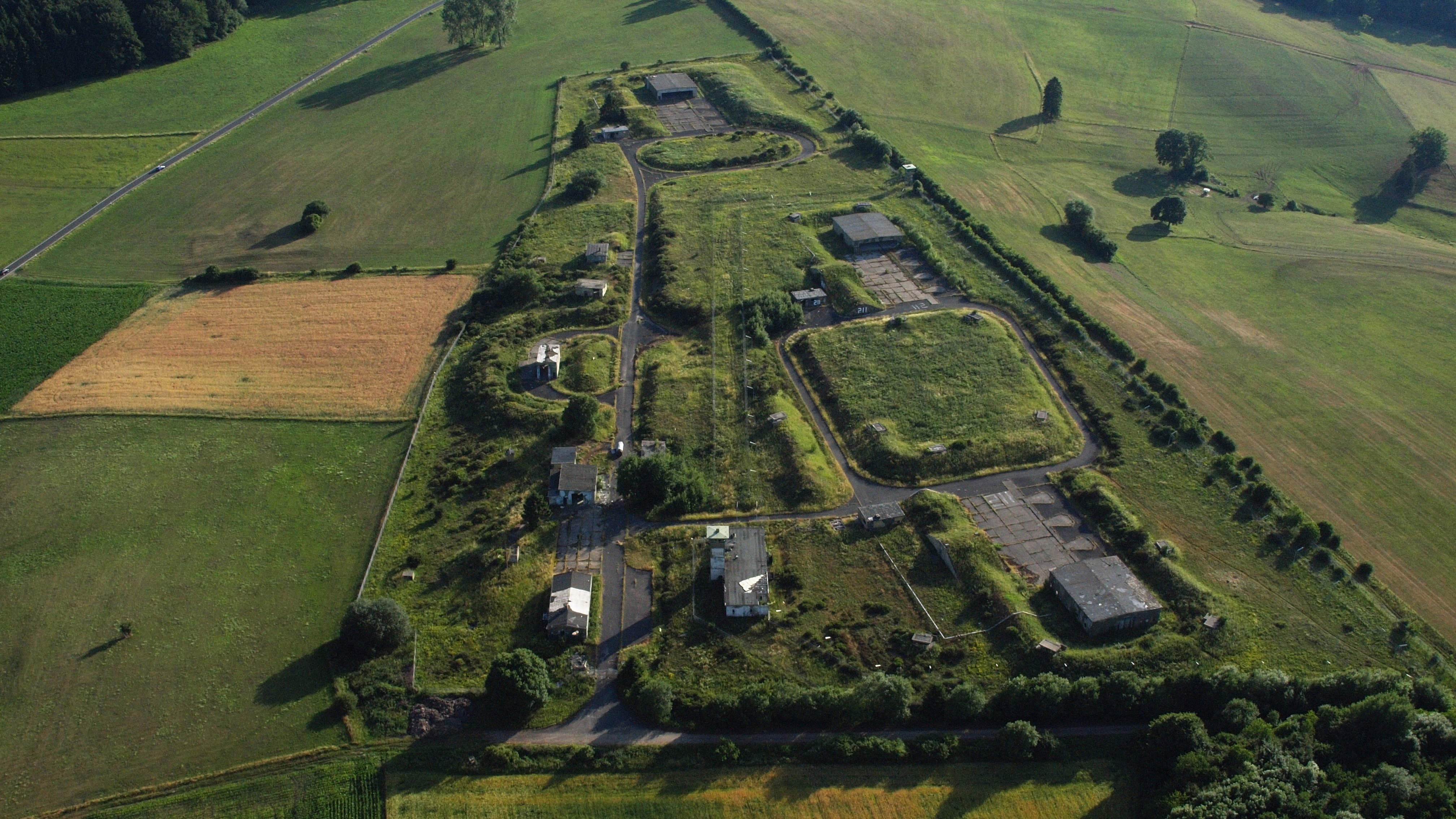
Ehemalige Raketenstellung, Luftaufnahme (2015)

Ab 1963 betrieben die belgischen Streitkräfte in der Gemarkung Reetz „Auf dem Kump“ eine Raketenstellung, auf der als Teil der NATO-Luftabwehr bis Anfang der 1990er Jahre neun Nike-Raketen stationiert waren. Die Stellung befand sich auf einem stark gesicherten Gelände, auf dem 400 Soldaten als Personal tätig waren. Im Ernstfall wären atomare Sprengköpfe auf die Raketen montiert worden, die allein unter Kontrolle der US-Army standen und die bis Ende Juli 1988 dort verblieben. Sie lagerten in speziell gesicherten Bunkern auf dem Gelände der Raketenstellung.
Die Radar- und Steuerzentrale dieser Stellung befand sich westlich des Nachbarortes Mülheim.
Das Gelände der Stellung wurde verpachtet und ist der Öffentlichkeit nicht zugänglich.

## Sehenswürdigkeiten
- Das Burghaus der Burg Reetz stammt aus dem 16. Jahrhundert. Es wurde als zweigeschossiges Bruchsteingebäude errichtet.
- Langenbusch 1. Ein Fachwerkhaus, erbaut Anfang des 17. Jahrhunderts, mit angrenzendem Natur/Bruchstein-Stall, wurde wohl später auch als Poststelle genutzt. Danach mehrere Bewohner und Berufe, zuletzt in den 1950er Jahren als Schusterei genutzt, daher der ortsübliche Name Schusters Hus.
- Der Chorraum der Pfarrkirche zur hl. Märtyrerin Margareta stammt aus der zweiten Hälfte des 15. Jahrhunderts. Siehe auch: St. Margareta (Reetz)

## Verkehr
Die VRS-Buslinie 832 der RVK verbindet den Ort mit Blankenheim, Ahrdorf und Blankenheim-Wald, überwiegend als TaxiBusPlus im Bedarfsverkehr.
| Linie | Verlauf |
| ----- | --- |
| 832   | MiKE (Blankenheim – Ahrdorf, außer im Schülerverkehr): Blankenheim (Wald) Bf – Blankenheimerdorf – Blankenheim Busbf – Blankenheim Rathaus – Reetz – Freilingen – Lommersdorf – Ahrhütte – (Dollendorf –) Uedelhoven – Ahrdorf |